# Anallacta marginalis
Anallacta marginalis är en kackerlacksart som beskrevs av Karlis Princis 1963. Anallacta marginalis ingår i släktet Anallacta och familjen småkackerlackor. Inga underarter finns listade i Catalogue of Life.